# Arkadij Belyj
Arkadij L'vovič Belyj (in russo Аркадий Львович Белый?; Mosca, 31 maggio 1973) è un allenatore di calcio a 5 ed ex giocatore di calcio a 5 russo, campione europeo con la nazionale russa nel 1999.

## Carriera
Giocatore della Dina Mosca alla fine degli anni 1990, con la nazionale russa ha disputato il FIFA Futsal World Championship 1996 in terra iberica dove i russi hanno colto un prestigioso terzo posto. Tre anni dopo ha partecipato con la squadra russa allo UEFA Futsal Championship 1999 in Spagna, battendo in finale i padroni di casa e detentori del titolo. Sempre con la nazionale ha poi disputato l'anno dopo il FIFA Futsal World Championship 2000 giungendo quarto, ultima qualificazione russa ai campionati del mondo.

## Palmarès
- Campionato d'Europa: 1
Russia: 1999